# Libochovany
Libochovany település Csehországban, a Litoměřicei járásban. Libochovany Velké Žernoseky, Prackovice nad Labem, Malé Žernoseky, Kamýk és Ústí nad Labem településekkel határos. Lakosainak száma 573 fő (2024. január 1.).

## Népesség
A település lakosságának változását az alábbi diagram mutatja:
| Lakosok száma | 613  | 647  | 733  | 714  | 630  | 551  | 566  | 580  | 565  | 573  |
|               | 1869 | 1890 | 1921 | 1950 | 1980 | 2001 | 2017 | 2019 | 2022 | 2024 |